# NWA Canadian Heavyweight Championship
El NWA Canadian Heavyweight Championship fue el mayor título de lucha libre profesional de la promoción canadiense Maple Leaf Wrestling desde 1978 hasta 1984, cuando fue abandonado luego de que la promoción de Toronto al aliarse con la WWF. El título de reintegrado hasta el día presente. La versión anterior también existió en Calgary, Halifax y Vancouver. Ha sido defendido en la World Wrestling Federation.
El actual campeón es Tony Baroni, quien se encuentra en su segundo reinado. El derrotó a Ethan H-D, King of the Yukon, y al entonces campeón Nelson Creed el 15 de marzo en Vancouver B.C. en la Pacific Cup 2014.

## Lista de campeones
| Luchador                              | N.º     | Fecha                    | Lugar                              | Notas |
| ------------------------------------- | ------- | ------------------------ | ---------------------------------- | --- |
| Canadian Heavyweight Championship     |         |                          |                                    | |
| Dino Bravo                            | 1       | 17 de diciembre de 1978  | Toronto, Ontario                   | Ver listaDerrotó a Gene Kiniski para convertirse en el primer campeón.                                                   |
| Greg Valentine                        | 1       | 8 de marzo de 1979       | Toronto, Ontario                   | |
| Dino Bravo                            | 2       | 3 de junio de 1979       | Toronto, Ontario                   | |
| Vacante                               |         | Septiembre de 1979       |                                    | Ver listaBravo abandonó el área.                                                                                         |
| Dewey Robertson                       | 1       | 9 de septiembre de 1979  | Toronto, Ontario                   | Ver listaDerrotó a Greg Valentine en la final de un torneo.                                                              |
| Great Hossein Arab                    | 1       | 25 de mayo de 1980       | Toronto, Ontario                   | |
| Angelo Mosca                          | 1       | 20 de julio de 1980      | Toronto, Ontario                   | |
| Great Hossein Arab                    | 2       | 10 de agosto de 1980     | Toronto, Ontario                   | |
| Angelo Mosca                          | 2       | 28 de diciembre de 1980  | Toronto, Ontario                   | |
| Mr. Fuji                              | 1       | 12 de julio de 1981      | Toronto, Ontario                   | |
| Angelo Mosca                          | 3       | 26 de julio de 1981      | Toronto, Ontario                   | |
| Big John Studd                        | 1       | 20 de septiembre de 1981 | Toronto, Ontario                   | |
| Angelo Mosca                          | 4       | 17 de enero de 1982      | Toronto, Ontario                   | |
| Sgt. Slaughter                        | 1       | 24 de julio de 1983      | Toronto, Ontario                   | |
| Angelo Mosca                          | 5       | 22 de enero de 1984      | Toronto, Ontario                   | |
| Vacante                               |         | Marzo de 1984            |                                    | Ver listaTítulo vacante.                                                                                                 |
| Ivan Koloff                           | 1       | 29 de abril de 1984      | Toronto, Ontario                   | Ver listaDerrotó a Brian Adidas en la final de un torneo.                                                                |
| Angelo Mosca Jr.                      | 1       | 10 de junio de 1984      | Toronto, Ontario                   | |
| Vacante                               |         | Julio de 1984            |                                    | Ver listaCuando la Maple Leaf Wrestling fue vendida a la WWF.                                                            |
| NWA Canadian Heavyweight Championship |         |                          |                                    | |
| EZ Ryder                              | 1       | 24 de octubre de 1998    | Cherry Hill, Nueva Jersey          | Ver listaDerrotó a Paul Atlas, quien tomó el lugar del Sr. Gillis, en el NWA 50th Anniversary Show.                      |
| Michelle Starr                        | 1       | 26 de junio de 1999      | Winnipeg, Manitoba                 | |
| EZ Ryder                              | 2       | 25 de julio de 1999      | Victoria, Columbia Británica       | |
| Crusher Carlsen                       | 1       | 27 de noviembre de 1999  | Winnipeg, Manitoba                 | |
| Vacante                               | Vacante | Septiembre de 2000       |                                    | |
| EZ Ryder                              | 3       | 13 de octubre de 2001    | San Petersburgo, Florida           | Ver listaDerrotó a Juggernaut en el NWA 53rd Anniversary Show para ganar el vacante título.                              |
| Spyder                                | 1       | 9 de diciembre de 2001   | Saint Boniface, Winnipeg           | Ver listaDerrotó a Ryder y Baron von Meaner en un triple threat steel cage match.                                        |
| Brian Sylver                          | 1       | 8 de marzo de 2002       | Winnipeg, Manitoba                 | |
| Spyder                                | 2       | 10 de marzo de 2002      | Winnipeg, Manitoba                 | |
| The Machine                           | 1       | 8 de septiembre de 2002  | Winnipeg, Manitoba                 | |
| Vacante                               | Vacante | Septiembre de 2002       |                                    | Ver listaTítulo vacante por el presidente de la NWA Jim Miller, luego de una victoria de The Machine sobre Spyder.       |
| Spyder                                | 3       | 18 de octubre de 2002    | Winnipeg, Manitoba                 | Ver listaDerrotó a The Machine para ganar el vacante título.                                                             |
| Vacante                               | Vacante | 7 de marzo de 2003       |                                    | Ver listaSpyder fue suspendido de la NWA.                                                                                |
| Zack Mercury                          | 1       | 7 de marzo de 2003       | Winnipeg, Manitoba                 | Ver listaDerrotó a Brian Jewel.                                                                                          |
| Brian Jewel                           | 1       | 17 de mayo de 2003       | Winnipeg, Manitoba                 | |
| Stripped                              |         | 10 de julio de 2003      |                                    | Ver listaJewel fue despojado del título.                                                                                 |
| Rob Stardom                           | 1       | 24 de septiembre de 2003 | Fort Garry, Manitoba               | Ver listaDerrotó a The Axe.                                                                                              |
| Kerry Brown                           | 1       | 7 de mayo de 2004        | Winnipeg, Manitoba                 | Ver listaDerrotó a Rob Stardom en un steel cage match.                                                                   |
| Vid Vain                              | 1       | 15 de octubre de 2004    | Winnipeg, Manitoba                 | Ver listaGanó el título en el NWA 56th Anniversary Show.                                                                 |
| Michelle Starr                        | 2       | 16 de septiembre de 2005 | Port Coquitlam, Columbia Británica | |
| R.A.G.E.                              | 1       | 17 de febrero de 2006    | Victoria, Columbia Británica       | |
| Vance Nevada                          | 1       | 23 de junio de 2006      | Surrey, Columbia Británica         | |
| Fast Freddy Funk                      | 1       | 27 de octubre de 2006    | Surrey, Columbia Británica         | |
| Cole Bishop (Bishop)                  | 1       | 25 de mayo de 2007       | Surrey, Columbia Británica         | Ver listaDerrotó a Fast Freddy Funk y Michelle Starr en un triple threat match.                                          |
| Scotty Mac                            | 1       | 28 de marzo de 2008      | Surrey, Columbia Británica         | |
| Sid Sylum                             | 1       | 10 de abril de 2010      | Surrey, Columbia Británica         | |
| Scotty Mac                            | 2       | 2 de octubre de 2010     | Victoria, Columbia Británica       | |
| Tony Baroni                           | 1       | 18 de marzo de 2011      | Surrey, Columbia Británica         | Ver listaBaroni unificó su NWA/ECCW Heavyweight Championship con el NWA Canadian Heavyweight Championship de Scotty Mac. |
| Artemis Spencer                       | 1       | 3 de diciembre de 2011   | Victoria, Columbia Británica       | Ver listaEl título fue desunido del ECCW Championship el 15 de diciembre de 2011.                                        |
| Bishop                                | 2       | 25 de febrero de 2012    | Victoria, Columbia Británica       | |
| King of the Yukon                     | 1       | 8 de diciembre de 2012   | Victoria, Columbia Británica       | |
| Scotty Mac                            | 3       | 23 de marzo de 2013      | Port Coquitlam, Columbia Británica | |